# 瓦拉姆
瓦拉姆（Varam），是印度喀拉拉邦Kannur县的一个城镇。总人口14739（2001年）。

## 人口
该地2001年总人口14739人，其中男性6833人，女性7906人；0—6岁人口1864人，其中男902人，女962人；识字率80.86%，其中男性为84.00%，女性为78.14%。